# Sarcohyla labedactyla
Espèce
Statut de conservation UICN

 CR  : 
En danger critique
Synonymes
- Hyla labedactyla Mendelson & Toal, 1996
- Plectrohyla labedactyla Faivovich, Haddad, Garcia, Frost, Campbell, and Wheeler, 2005

Sarcohyla labedactyla est une espèce d'amphibiens de la famille des Hylidae.

## Répartition
Cette espèce est endémique de l'État d'Oaxaca au Mexique. Elle se rencontre à 2 200 m d'altitude à San Vicente Lachixio dans la Sierra Madre del Sur,.

## Publication originale
- Mendelson & Toal, 1996 : A New Species of Hyla (Anura: Hylidae) from the Sierra Madre del Sur of Oaxaca, Mexico, with Comments on Hyla chryses and Hyla mykter. Journal of Herpetology, vol. 30, no 3, p. 326-333.